# Siebter Brief (Platon)

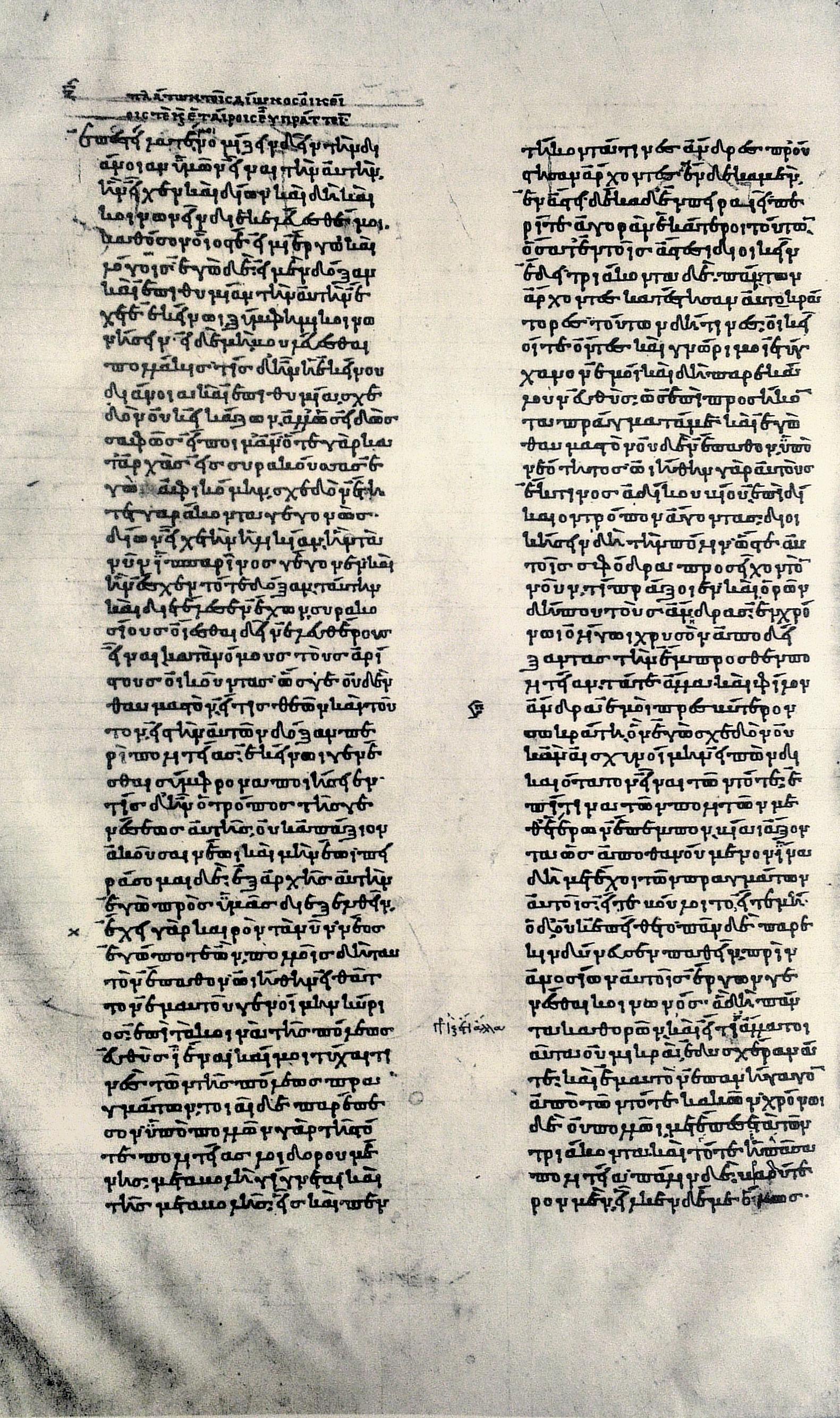
Der Anfang des siebten Briefes in der ältesten erhaltenen mittelalterlichen Handschrift: Paris, Bibliothèque Nationale, Gr. 1807 (9. Jahrhundert)

Der siebte Brief ist ein altgriechisches literarisches Werk, das um die Mitte des 4. Jahrhunderts v. Chr. entstanden ist und den Philosophen Platon als seinen Autor nennt, aber möglicherweise nicht von ihm stammt. Dem Text zufolge ist das Schreiben an eine Gruppe von sizilischen Griechen gerichtet, denen der Verfasser politischen Rat erteilt, doch kann es sich um eine literarische Fiktion handeln. Ausführlich erläutert und rechtfertigt der Brief Platons umstrittene Aktivitäten in Syrakus, die darauf abzielten, den tyrannisch regierten syrakusischen Stadtstaat nach philosophischen Grundsätzen zu reformieren. Der Verfasser schildert das Scheitern dieses Vorhabens und versucht den Fehlschlag zu erklären. Außerdem behandelt er die Frage, wie philosophische Erkenntnisse zu erlangen und zu vermitteln sind. Diese Ausführungen sind offenbar für ein breiteres Lesepublikum bestimmt.
Das Werk ist der siebte in einer Sammlung von dreizehn Briefen, die alle unter Platons Namen stehen, aber größtenteils sicher oder wahrscheinlich nicht von ihm verfasst wurden. Bei einigen ist die Echtheit zweifelhaft, gesichert ist sie bei keinem. Der siebte Brief ist der weitaus längste und inhaltlich gewichtigste der Sammlung und derjenige, der die meisten Befürworter seiner Authentizität gefunden hat. Falls er unecht ist, stammt er nach der vorherrschenden Forschungsmeinung von einem gut informierten Philosophen aus Platons Umfeld. Daher gilt er als wertvolle Quelle für das Leben und die politischen Bestrebungen des Philosophen und für die Geschichte Siziliens. Ideengeschichtlich bedeutsam sind die Ausführungen über die platonische Erkenntnistheorie und über die Unzulänglichkeit des schriftlichen philosophischen Diskurses. Sofern Platon tatsächlich der Verfasser ist, handelt es sich um einen der ältesten autobiographischen Texte der europäischen Literaturgeschichte.
Die Echtheit des siebten Briefes wurde in der Antike kaum bezweifelt, ist aber seit dem späten 18. Jahrhundert von einer Reihe von Altertumswissenschaftlern bestritten worden. Nach langer, intensiver Diskussion dominieren heute in der Forschung die Stimmen, die für die Authentizität plädieren. Eine starke Minderheit verwirft oder bezweifelt Platons Autorschaft jedoch weiterhin, und auch die Annahme, dass der Verfasser zumindest ein zeitgenössischer Philosoph aus der Platonischen Akademie sei, ist auf Widerspruch gestoßen.

## Vorgeschichte und historischer Hintergrund
Platons politische Agenda
Platon war sehr an Politik interessiert. Er war der Überzeugung, dass es zu den Aufgaben eines Philosophen gehöre, sich nicht nur theoretisch mit Fragen der Gesetzgebung, Verfassungslehre und Staatslenkung zu befassen, sondern auch bei sich bietender Gelegenheit beratend und gestaltend einzugreifen. In seiner Heimatstadt Athen sah er dafür keine Chance, da deren demokratische Verfassung für ein solches Vorhaben keine günstigen Voraussetzungen bot. Anders war die Lage in Syrakus, der bedeutendsten Stadt im griechisch besiedelten Teil Siziliens. Dort bestand eine Tyrannis, eine faktisch unbeschränkte erbliche Alleinherrschaft. Diese Staatsform lehnte Platon zwar vehement ab, doch sah er in ihr auch eine große Chance, falls ein Tyrann bereit war, sich philosophischem Einfluss zu öffnen und dann die Verfassung zu ändern. Ein solcher Tyrann könnte nach Platons Hoffnung seine unbeschränkte Macht nutzen, um seinen Staat nach den Vorschlägen eines qualifizierten Staatsphilosophen umzugestalten. Dann könnte das Ideal einer optimalen Verfassung oder zumindest eine Annäherung an die bestmögliche Staatsform verwirklicht werden.

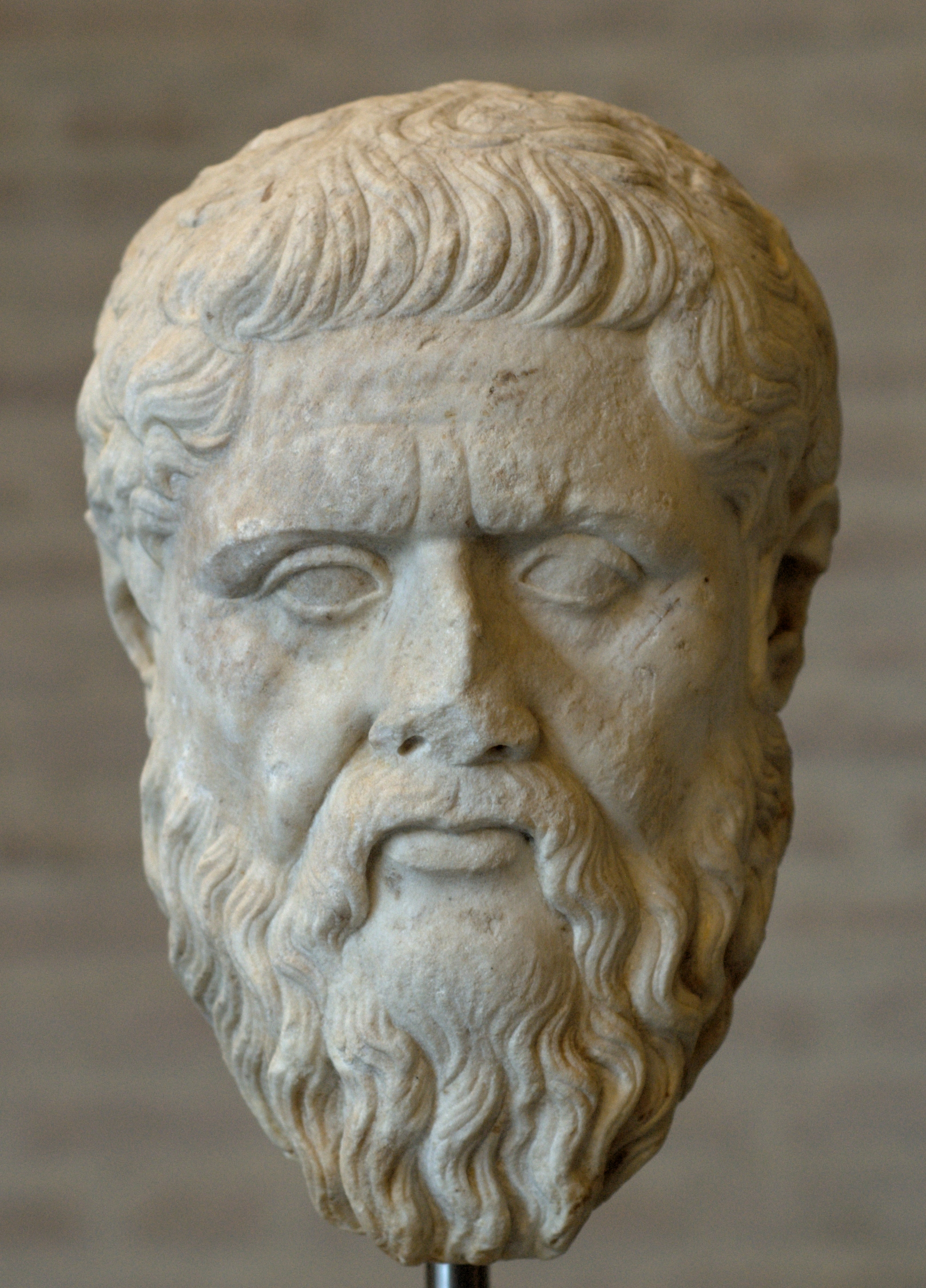
Büste Platons (römische Kopie des griechischen Platonporträts des Silanion, Glyptothek München)

Die Reisen des Philosophen nach Syrakus
Platons drei Reisen nach Syrakus, auf denen er jedes Mal den Tyrannenhof aufsuchte, standen im Zeichen seiner politischen Zielsetzung. Auf der ersten Reise um 388 v. Chr. lernte er Dion kennen, den damals erst etwa zwanzigjährigen Schwager des Tyrannen Dionysios I. Er schloss mit dem jungen Mann eine lebenslange Freundschaft. Nach der Darstellung im siebten Brief wurde Dion schon damals zu einem überzeugten Anhänger der platonischen Philosophie und trat daher innerlich in Opposition zur herrschenden Denkweise und Staatsordnung. Allerdings geht aus den Quellen hervor, dass Dions Verhältnis zu Dionysios ausgezeichnet war. Er genoss das volle Vertrauen des Tyrannen, der ihm nicht nur seine Tochter zur Frau gab, sondern ihm auch wichtige Gesandtschaften übertrug.
Als der Tyrann 367 v. Chr. starb, trat sein ältester, rund dreißig Jahre alter Sohn Dionysios II. die Nachfolge an und wurde Alleinherrscher. Dionysios II. hatte zwei Halbbrüder, Hipparinos und Nysaios, die der Ehe seines Vaters mit Dions Schwester Aristomache entstammten, also Dions Neffen waren. Sie gingen bei der Nachfolgeregelung leer aus. Vergeblich hatte Dion versucht, den todkranken Tyrannen zu einer Verfügung zu bewegen, mit der seine beiden jungen Neffen an der Macht beteiligt worden wären, was ihm selbst eine sehr starke Stellung verschafft hätte.
Zunächst konnte Dion unter dem neuen Herrscher seine Position am Tyrannenhof wahren. Er bewog Dionysios II., Platon als Berater an den Hof einzuladen; davon konnte er sich eine Stärkung seines Einflusses erhoffen. Platon ließ sich für das Vorhaben gewinnen, da Dion ihm die Gelegenheit in Aussicht stellte, die politischen Verhältnisse im Sinne der platonischen Staatsphilosophie umzugestalten. So kam es zur zweiten Sizilienreise Platons im Jahr 366 v. Chr. Allerdings gab es am Hof auch eine Gegenpartei, deren Wortführer Philistos, ein treuer Anhänger der Tyrannenfamilie und der tyrannischen Staatsform, Dion mangelnder Loyalität verdächtigte. Als Platon eintraf, bestand am Hof bereits eine starke Spannung zwischen den beiden einander feindlichen Gruppierungen. Der Machtkampf zwischen ihnen hing mit einer außenpolitischen Meinungsverschiedenheit zusammen: Dion unterhielt gute Beziehungen zu den Karthagern, die den Westen Siziliens beherrschten, und strebte einen Ausgleich mit ihnen an, während die Gruppe um Philistos einen antikarthagischen Kurs steuerte. Diese Gruppe wollte wohl die von Dionysios I. nachdrücklich betriebene Politik der militärischen Konfrontation fortsetzen und die Karthager möglichst aus Sizilien vertreiben.
Anscheinend beabsichtigte Dion schon damals, Dionysios II. entweder mit Platons Hilfe unter seinen Einfluss zu bringen oder ihn zu stürzen. Die erste Möglichkeit schien greifbar nahe zu sein, denn Dionysios interessierte sich zumindest oberflächlich für Philosophie und war von Platons Persönlichkeit stark beeindruckt. Allerdings war er auch misstrauisch. Die gegnerischen Kreise versuchten ihn davon zu überzeugen, dass Dion ihn nur mit der Philosophie von der Politik ablenken wolle, um schließlich doch noch seinen Neffen die Macht zu verschaffen oder sie selbst zu ergreifen. Als der Tyrann in den Besitz eines belastenden Schreibens gelangte, das eine landesverräterische Kooperation Dions mit den Karthagern zu belegen schien, schickte er ihn in die Verbannung.
Dion ging nach Griechenland ins Exil. Aus Rücksicht auf die zahlreichen Angehörigen, Freunde und Anhänger des Verbannten, zu denen die Gattin des Tyrannen und Platon gehörten, stellte Dionysios die Möglichkeit einer Versöhnung in Aussicht und tastete Dions großes Vermögen nicht an. Dennoch entschloss sich Platon zur Abreise, da er unter diesen Umständen vorerst keine Möglichkeit mehr sah, sein Vorhaben einer Umgestaltung der politischen Verhältnisse zu verwirklichen.
Zum dritten Mal fuhr Platon 361 v. Chr. nach Syrakus. Damit erfüllte er einen Wunsch des Tyrannen, der ihn schätzte und hoffte, ihn für sich zu gewinnen. Doch wiederum erreichte er nichts. Weder konnte er Dions Rehabilitierung bewirken noch Dionysios zu einer Lebensweise nach philosophischen Grundsätzen bekehren. Als Dionysios den Eindruck gewann, dass Dion zusammen mit Schülern Platons auf seinen Sturz hinarbeite, konfiszierte er die Besitztümer des Verbannten. So kam es zum endgültigen Bruch. Platon kehrte nach Athen zurück, da er keine Basis für ein Zusammenwirken mit Dionysios mehr sah und selbst in den Verdacht geraten war, mit der Opposition zu sympathisieren.
Die militärischen Auseinandersetzungen
Dion beschloss, Dionysios mit militärischer Gewalt zu stürzen. Er warb Söldner für einen Feldzug an. Platon hielt sich heraus, doch unter seinen Schülern fand das Vorhaben tatkräftige Unterstützung. 357 v. Chr. fuhr Dion mit einer kleinen Flotte nach Sizilien. Es gelang ihm, den in der Bevölkerung von Syrakus verhassten Dionysios zu vertreiben und damit die Tyrannenherrschaft zu beenden. Die Stadt kehrte zu ihrer früheren demokratischen Verfassung zurück. Dion wurde zum Heerführer mit unbeschränkter Vollmacht gewählt. Er setzte ein Kollegium ein, das als gesetzgebende Versammlung eine neue Verfassung ausarbeiten sollte. In der Bürgerschaft stieß er aber auf wachsenden Widerstand. Da er als Aristokrat galt und lange eine Stütze der gestürzten Dynastie gewesen war, war er den Demokraten suspekt. Er wurde verdächtigt, selbst nach der Tyrannenherrschaft zu streben, und unterlag im Machtkampf mit radikaldemokratisch auftretenden Kreisen. Einer seiner Offiziere, der Athener Kallippos, ließ ihn 354 v. Chr. ermorden, trat als Retter der Demokratie auf und übernahm die Rolle des maßgebenden Politikers.
Darauf verließen die Anhänger der unterlegenen Seite Syrakus. Die bisherigen Gefährten Dions schlossen sich seinem Neffen Hipparinos an, dem älteren der beiden Halbbrüder des gestürzten Tyrannen Dionysios II. In Leontinoi sammelten sich die Parteigänger dieses Zweigs des entmachteten Tyrannengeschlechts. 353 v. Chr. gelang es Hipparinos, mit einem Überraschungsangriff Syrakus einzunehmen und sich als neuer Tyrann zu etablieren. Damit brachte er den Machtanspruch der Dynastie wieder zur Geltung, überging aber die Ansprüche des vertriebenen Dionysios, der sich nach Lokroi, der Heimatstadt seiner Mutter, zurückgezogen hatte und dort als Tyrann regierte. Die Herrschaft des Hipparinos dauerte zwei Jahre. Nach seinem Tod – er soll ermordet worden sein – trat 351 v. Chr. sein jüngerer Bruder Nysaios seine Nachfolge an.
Die aktuelle Lage
Die Situation, auf die im siebten Brief eingegangen wird, ist die der Wirren nach Dions Tod. Dem Brief zufolge haben die Verwandten und Gefährten des Ermordeten Platon um Unterstützung gebeten. Darauf schreibt er ihnen nun den Brief, der seine ausführliche Stellungnahme zu den vergangenen Ereignissen und einen Vorschlag für die Neugestaltung der politischen Verhältnisse enthält. Umstritten ist in der Forschung, ob zu diesem Zeitpunkt noch Kallippos an der Macht ist oder bereits Hipparinos die Herrschaft ausübt.
Lionel J. Sanders sieht einen wichtigen historischen Hintergrund der Abfassung des Briefs im Gegensatz zwischen „nationalistischen“ Kräften, die für ein griechisches Besiedlungsprogramm auf Sizilien und Konfrontation mit den Karthagern eintraten, und einer karthagerfreundlichen Richtung. Der historische Dion habe nicht nur eine karthagerfreundliche Politik getrieben, sondern durch seine Verbindung mit den Karthagern sogar Landesverrat begangen. Da seine Gegner ihm dies vorgeworfen hätten, habe Platon im siebten Brief versucht, ihn als Patrioten darzustellen, dessen Ziel die Gründung neuer griechischer Städte und die Vernichtung der karthagischen Macht gewesen sei.

## Inhalt
Einleitung
Platon, der sich seit seiner Rückkehr von der dritten Sizilienreise in Athen aufhält, schreibt den Verwandten und Gefährten seines ermordeten Freundes Dion auf Sizilien. Am Beginn grüßt er sie mit seinem gewohnten Gruß eu práttein, wörtlich gut handeln, einer traditionellen Formel ungefähr in der Bedeutung von „Lebe wohl“. Dabei wird implizit der im Platonismus wichtige Zusammenhang zwischen ethisch richtigem Verhalten und Wohlergehen angedeutet. Die nicht namentlich genannten Empfänger des Briefs haben ihn um Unterstützung „mit Tat und Wort“ gebeten und ihm versichert, dass ihre Gesinnung dieselbe wie die des Ermordeten sei. Dies nimmt er zum Anlass, ausführlich auf Dions Haltung einzugehen, wobei er betont, dass er nach langjährigen Erfahrungen darüber gut Bescheid wisse. Zum ersten Mal sei er ihm begegnet, als Dion in dem Alter gewesen sei, „das jetzt Hipparinos hat“. Unklar und in der Forschung umstritten ist, ob mit Hipparinos Dions Neffe („Hipparinos II“) gemeint ist, der sich zum neuen Tyrannen von Syrakus aufschwang, oder ein Sohn Dions („Hipparinos III“), der anscheinend nicht politisch hervorgetreten ist. Der Kern von Dions politischem Programm bestand nach Platons Angaben in der Forderung, dass die Syrakuser „frei“ sein und „nach den besten Gesetzen“ regiert werden sollten. Sie sollten also keinem Tyrannen ausgeliefert sein, sondern von den Vorzügen einer philosophisch konzipierten Verfassung profitieren.
Die Vorgeschichte
Zunächst geht Platon auf seine persönliche Vorgeschichte ein. Nach seinen Worten wollte er, als er das Mündigkeitsalter erreicht hatte, sogleich in die Politik seiner Heimatstadt eingreifen. Die Verhältnisse waren aber für sein Vorhaben höchst ungünstig. Weder unter der „Herrschaft der Dreißig“, einem kurzzeitigen oligarchischen Terrorregime, noch nach der anschließenden Wiederherstellung der demokratischen Staatsordnung fand er geeignete Umstände vor. Insbesondere erschütterte ihn, dass sein verehrter Lehrer Sokrates sowohl im oligarchisch regierten als auch im demokratischen Athen schlecht behandelt wurde und schließlich einem willkürlich verhängten Todesurteil zum Opfer fiel. Aus diesen Erfahrungen folgerte er, dass die Lenkung des Staates nicht den Politikern der einen oder anderen Richtung überlassen werden dürfe, sondern Philosophen anvertraut werden müsse. Eine Verbesserung könne erst eintreten, wenn entweder Philosophen in Führungspositionen gelangten oder bereits regierende Machthaber zu philosophieren begännen.
Die erste und die zweite Sizilienreise
Mit dieser Überzeugung unternahm Platon seine erste Reise nach Süditalien. Auch dort missfielen ihm die politischen und gesellschaftlichen Verhältnisse zutiefst: Alle Bestrebungen der dortigen Griechen schienen ihm auf kurzfristigen materiellen Gewinn abzuzielen, nirgends fand er Verständnis für die Notwendigkeit einer weitsichtigen Planung und einer vernünftigen Staatsordnung. In Syrakus begegnete er jedoch am Tyrannenhof Dion, der völlig anders veranlagt war als die anderen. Dion verstand Platons Gedanken und Ziele und wurde zum aufmerksamsten Schüler, den der athenische Philosoph jemals hatte. Er entschloss sich zu einer philosophischen Lebensweise und entfremdete sich damit den anderen Höflingen. So setzte Platon damals, wie er nun rückblickend feststellt, eine Entwicklung in Gang, die schließlich den Untergang der Tyrannis herbeiführte.
Als Dionysios II. an die Macht kam, glaubte Dion, nun sei der Zeitpunkt für einen Umschwung gekommen. Er hielt es für möglich, den jungen, beeinflussbaren und begeisterungsfähigen Herrscher zur platonischen Philosophie zu bekehren und dann den ganzen Staat nach philosophischen Grundsätzen umzugestalten. Dann würden die Bürger ein Leben in Glück und Wahrhaftigkeit führen. Um dies zu erreichen, bewog er Dionysios, Platon zu einem zweiten Aufenthalt einzuladen. Nach einigem Schwanken entschloss sich Platon trotz seiner Bedenken, auf den Vorschlag einzugehen, da er dies unter den gegebenen Umständen für seine ethische Pflicht hielt.
Am Hof von Syrakus fand Platon eine sehr gespannte Atmosphäre vor, da Dion von seinen Feinden mangelnder Loyalität zum Herrscher beschuldigt wurde. Schon wenige Monate nach Platons Ankunft wurde Dion in die Verbannung geschickt. Der Tyrann war zwar von der Persönlichkeit des Philosophen stark beeindruckt und versuchte ihn in seiner Umgebung zu halten und zum Freund zu gewinnen, doch war er nicht bereit, ernsthaft Philosophie zu studieren und sich auf ein philosophisches Leben einzulassen. Hinzu kam, dass er ein exklusives Freundschaftsverhältnis zu Platon anstrebte und dadurch in eine Rivalität zu Dion trat, der als echter Philosoph dem Gast aus Athen viel näher stand. Platons Abreise setzte diesen misslichen Verhältnissen ein Ende. An den Bericht über die geschilderten Vorgänge schließt Platon nun in seinem Brief allgemeine Betrachtungen an: Man solle sich nicht als Ratgeber betätigen, wenn bei dem, der einen Rat erbitte, keine Einsicht und kein ernsthaftes Bemühen erkennbar seien. Wer im Staat etwas erreichen wolle, der solle erst im Alltag Selbstbeherrschung üben, mit sich selbst im Einklang sein und zuverlässige Freunde und Gesinnungsgenossen gewinnen; das sei die Voraussetzung für bedeutende staatsmännische Leistungen. In diesem Sinne habe er damals Dionysios beraten und das sei auch jetzt sein Rat an die Empfänger des Briefs.
Stellungnahme zum Verrat an Dion
Nach diesen Ausführungen schneidet Platon ein heikles Thema an, das ihm offensichtlich sehr wichtig ist. In Athen hat der verbannte Dion mit Kallippos und dessen Bruder Freundschaft geschlossen und diese Männer zu seinen Vertrauten gemacht. Da Kallippos, der im Brief nicht namentlich erwähnt wird, später Dion ermorden ließ, legt Platon großen Wert darauf zu betonen, dass die Freundschaft der beiden nur oberflächlich und nicht philosophisch fundiert gewesen sei. Damit weist er den möglichen Vorwurf ab, dass seine Philosophenschule, die Platonische Akademie, eine Mitverantwortung für den Mord trage, weil dessen Urheber dem athenischen Philosophenmilieu entstamme und trotz philosophischer Bildung zum Verräter geworden sei. Mit Entrüstung verdammt Platon die Bluttat, die sich für ganz Sizilien katastrophal ausgewirkt habe. Sie habe die Umsetzung von Dions vorzüglichem Gesetzgebungsplan verhindert, die dem Land Frieden, Freiheit und Wohlergehen verschafft hätte.
Das Reformprogramm
Anschließend legt Platon das Programm dar, das er als Dions Vermächtnis für Sizilien betrachtet und den Empfängern des Briefs ans Herz legt. Die verheerenden inneren Konflikte der sizilischen Griechenstädte, bei denen die jeweiligen Sieger Rache nehmen und ihre Gegner verbannen oder töten, müssen aufhören. Sie können beigelegt werden, wenn die Sieger Selbstbeherrschung üben und die Gesetzlichkeit wahren. Es sollen aus den bestehenden Siedlungen Siziliens, aus der Peloponnes und aus Athen tüchtige, rechtschaffene Siedler geholt und mit ihnen neue Städte gegründet werden. Überall sind nach der Beendigung der Feindseligkeiten die Verfassungen zu revidieren, und die neuen Siedlungen sollen gerechte Verfassungen erhalten. Jede Stadt hat eine verfassunggebende Versammlung einzuberufen, der unparteiische auswärtige Sachverständige angehören. Diese sollen angesehene ältere Männer sein, deren Lebensleistung und sozialer Hintergrund ihre Eignung erweisen. Bei einer Bürgerzahl von zehntausend sind für ein solches Gremium fünfzig Mitglieder ausreichend. Wenn sich die führenden Kreise freiwillig den neuen Gesetzen unterwerfen, werden auch die Anhänger oppositioneller Richtungen zu loyalen Staatsbürgern, da sie dann sehen, dass Gleichheit vor dem Gesetz (Isonomie) gilt.
Der Anlass der letzten Sizilienreise
Darauf wendet sich Platon erneut der Vergangenheit zu und geht auf den Anlass seiner letzten Sizilienreise ein. Sowohl Dionysios als auch Dion hätten ihn gedrängt, die Fahrt zu unternehmen, und auch seine Freunde in Tarent hätten ihn aus einem politischen Grund nachdrücklich darum gebeten. Dionysios habe ihm die Rehabilitierung Dions in Aussicht gestellt, aber die Reise zur Bedingung für dieses Entgegenkommen gemacht. Er, Platon, habe nicht ausschließen können, dass der Tyrann nach einem Sinneswandel nunmehr gewillt sei, sich ernsthaft dem Studium der Philosophie zuzuwenden. Daher habe er seine Hilfe nicht versagen können. Dionysios habe sich dann aber als unqualifiziert erwiesen; er habe sich zu Unrecht eingebildet, das Wichtigste bereits begriffen zu haben. Später habe der Tyrann sogar ein Buch über Philosophie geschrieben und dabei fremde Lehren als seine eigenen Erkenntnisse ausgegeben.
Der „philosophische Exkurs“
Bei dieser Gelegenheit nimmt Platon generell zur Problematik schriftlicher Vermittlung philosophischer Lehren Stellung. Dieser Teil des Briefs behandelt Grundsätzliches und wird daher in der Forschung als „philosophischer Exkurs“ bezeichnet. Nach Platons Darstellung ist es prinzipiell unmöglich, das, worauf es ihm ankommt – also den Kerninhalt seiner Philosophie – schriftlich mitzuteilen. Daher hat er diese Erkenntnisse niemals schriftlich niedergelegt und wird das auch niemals tun. Jeder, der etwas darüber schreibt, beweist damit, dass er von der Sache nichts verstanden hat. Dieser Stoff lässt sich keineswegs so wie andere Lerngegenstände in Worte fassen. Das Wesentliche kann man nämlich nicht durch Lektüre erfassen, sondern es ist nur durch langes Zusammensein von Lehrer und Schüler vermittelbar. Erst wenn man sich in häufigen Gesprächen in einer Forschungs- und Lebensgemeinschaft mit dem Thema auseinandergesetzt und es gründlich untersucht hat, entsteht plötzlich in der Seele des Schülers die Erkenntnis wie ein von einem springenden Funken entzündetes Licht und nährt sich fortan von selbst. Der Schüler bringt diese Erkenntnis selbst hervor, er entnimmt sie nicht einer verbalen Mitteilung des Lehrers. Eine schriftliche Fixierung wäre schädlich. Sie würde entweder dazu verleiten, etwas nicht Verstandenes zu verachten, oder Scheinwissen erzeugen und damit Arroganz hervorrufen.
Zur Erläuterung der Problematik geht Platon näher auf seine Erkenntnistheorie ein, wobei er fünf Erkenntnisschritte angibt. Die verbreitete Bezeichnung „Erkenntnisstufen“ wird in der Forschung als problematisch kritisiert. Der erste Schritt besteht in der Benennung des gesuchten Erkenntnisobjekts, das zunächst einen Namen haben muss; beispielsweise wird ein Kreis mit dem Wort „Kreis“ bezeichnet. Es folgt als Zweites die Begriffsbestimmung; der Kreis wird dadurch definiert, dass der Abstand seiner Punkte zur Mitte überall gleich ist. Der an dritter Stelle genannte Schritt (der aber nicht notwendigerweise erst als dritter vollzogen wird) ist die Veranschaulichung durch ein Abbild; das Objekt wird gezeichnet oder es wird ein materielles Modell angefertigt. Als Viertes folgt das gedankliche Erfassen des vorgestellten Objekts, wodurch man eine „wahre Meinung“ darüber erhält. Das ist eine Leistung, welche die Seele in sich selbst vollbringt. Erst wenn diese vier Schritte richtig ausgeführt sind, wird die eigentliche Erkenntnis im philosophischen Sinn als fünfter Schritt möglich. Sie bezieht sich auf die „platonische Idee“ des betreffenden Objekts. Nach Platons Ideenlehre hat jede Art von Objekten der Sinneswahrnehmung eine ihr zugeordnete „Idee“, ein intelligibles (nur geistig erfassbares) Urbild, welches das maßgebliche Muster für alle Sinnesobjekte der betreffenden Art ist. So steht hinter allen gezeichneten Kreisen die „Idee“ des Kreises. Während gezeichnete Kreise mannigfaltig und zerstörbar sind, gibt es nur eine einzige „Idee des Kreises“, die vollkommen ist und jenseits von Zeit existiert. Alles sinnlich Wahrnehmbare weist hinsichtlich seiner Eigenschaften Verunreinigungen auf. Daher sind alle Aussagen über die Beschaffenheit von Sinnesobjekten mit einer gewissen Unwahrheit behaftet. Beispielsweise ist ein sichtbarer Kreis nie vollkommen rund, sondern enthält immer auch etwas Geradheit, also etwas der Natur des Kreises Entgegengesetztes. Vollkommen rund und damit der Definition entsprechend ist nur die unsichtbare Idee des Kreises. Weil man es bei den ersten vier Erkenntnisschritten nicht mit Ideen, sondern mit einzelnen Dingen zu tun hat, trifft dort bei allem, was behauptet wird, auch das Gegenteil zu; der gezeichnete Kreis ist unrund, das sinnlich wahrgenommene Schöne ist mit Unschönem vermischt, in der praktizierten Gerechtigkeit steckt auch Ungerechtes. Das führt beim verbalen Ausdrücken der Sachverhalte zu Fehlern, Widersprüchen und Unsicherheit. Erst beim letzten Schritt – dem Erfassen der Idee – wird echtes Wissen und damit Sicherheit erlangt. Das Fortschreiten dorthin ist ein aktiver, mühsamer Prozess, der nicht durch Lektüre ersetzt werden kann.
Ein wesentliches Merkmal des fünften Erkenntnisschritts ist, dass Intelligenz und Gedächtnisstärke dafür zwar erforderlich sind, aber nicht ausreichen. Der Philosoph, der die Ideen erfassen will, kann kein scharfsinniger, aber innerlich unbeteiligter Beobachter äußerer Gegebenheiten sein. Vielmehr muss er in sich selbst eine Beschaffenheit aufweisen und kultivieren, die ihn der gesuchten Idee angleicht und ihm damit einen Bezug zu ihr ermöglicht. Beispielsweise muss er persönlich gerecht sein, um sich der Idee der Gerechtigkeit nähern zu können. Auch deswegen kann keine schriftliche Mitteilung zur Ideenerkenntnis verhelfen, sondern nur intensive geistige Arbeit in Verbindung mit entsprechender Lebenspraxis. Einem unbegabten oder seelisch verdorbenen Schüler kann kein Lehrer zum rechten Sehen verhelfen, auch wenn er selbst über die Scharfsichtigkeit des mythischen Lynkeus verfügt.
Der verhängnisvolle Ausgang
Nach dieser Abschweifung fährt Platon mit der Darstellung seines dritten Aufenthalts in Syrakus fort. Er betont nochmals, dass Dionysios über kein philosophisches Wissen verfügen könne. Das sei daraus ersichtlich, dass er sich sonst anders verhalten hätte. Nach der Darstellung im siebten Brief wollte Dionysios Platons Abreise verhindern und verhandelte daher zum Schein mit ihm über eine bedingte oder teilweise Freigabe von Dions Vermögen, doch dann konfiszierte er stillschweigend alles. Schließlich wurde Platon in die Wirren verwickelt, die nach dem Ausbruch einer Söldnerrebellion entstanden, und geriet in eine lebensgefährliche Lage. Nun war sein Verhältnis zu Dionysios gänzlich zerrüttet. Nur dank der Fürsprache einflussreicher Freunde, vor allem des Archytas von Tarent, erlangte er die Erlaubnis zur Heimreise.
Nach seiner Rückkehr traf Platon in Griechenland mit Dion zusammen, der nun zu militärischem Vorgehen entschlossen war und dafür um Beistand bat. Zu einer aktiven Unterstützung dieses Vorhabens konnte sich der Philosoph aber nicht entschließen, er plädierte für einen Schlichtungsversuch. Rückblickend bringt er nun aber viel Verständnis für Dions Vorgehen auf. Er würdigt die gute Absicht seines Freundes, der das Beste für seine Heimat habe erreichen wollen. Schließlich sei Dion zu Fall gebracht worden, da er das Ausmaß der Bösartigkeit seiner Gegner nicht durchschaut habe. Die Folge seiner Ermordung sei ungeheures Leid in Sizilien. Damit beendet Platon seine Darstellung in der Hoffnung, dass die Empfänger des Briefs die beschriebenen Motive und Ereignisse nun besser verstehen werden.

## Echtheitsfrage und Entstehungszeit
Im Verlauf der seit mehr als zwei Jahrhunderten andauernden intensiven Echtheitsdiskussion sind zahlreiche historische und philologische Argumente vorgebracht worden, doch keines von ihnen gilt als durchschlagend. Die Stiluntersuchung ergibt keinen wesentlichen Unterschied zum Stil von Platons späten Dialogen. Sie deutet auf besondere Nähe des Briefs zum sicher echten Dialog Nomoi, aber auch zum Dialog Epinomis, der in der neueren Forschung überwiegend als unecht angesehen wird. Heute betrachten die meisten Fachleute den siebten Brief als authentisches Werk Platons, doch pflegen auch Vertreter der Mehrheitsmeinung auf die weiterhin bestehende Unsicherheit hinzuweisen. Ein zwingender Beweis der Echtheit lässt sich nicht erbringen. Da Platons Autorschaft in der Antike als unzweifelhaft galt, liegt die Beweislast auf der Seite der Echtheitsgegner. Diese bilden weiterhin eine starke Minderheit. Sie haben eine Vielzahl von Beobachtungen und Überlegungen ins Feld geführt. Die Argumentation der Echtheitsbefürworter ist größtenteils defensiv; sie sehen ihre Aufgabe hauptsächlich darin, die gegnerischen Argumente zu entkräften und zu zeigen, dass keine gewichtigen Indizien der Authentizität entgegenstehen. Außerdem bezweifeln sie, dass ein „Fälscher“ oder literarischer Imitator ein so langes und detailreiches Werk verfassen und dabei die Emotionen des fiktiven Autors so gelungen darstellen konnte. Von den Einwänden der Skeptiker und der Gegner der Echtheit konnten einige widerlegt werden, andere werden auch in neueren Diskussionen ernst genommen. Zur Begründung der Ansicht, dass Platon nicht der Verfasser sein könne, sind vor allem folgende Überlegungen angeführt und diskutiert worden:
- Es fehlt ein sicherer Beleg dafür, dass der Brief vor dem 1. Jahrhundert v. Chr. bekannt war. Aristoteles nahm nicht auf den Inhalt Bezug, obwohl dieser für ihn interessant gewesen wäre. Insbesondere in seiner Politik hätte er Anlass gehabt, darauf einzugehen. Daher ist zu vermuten, dass er den Brief nicht kannte. Das wird als Indiz für spätere Entstehung betrachtet.[35]
- Der Plan neuer Städtegründungen auf Sizilien erinnert an die Wiederbesiedlungspolitik Timoleons. Daraus wird die Vermutung abgeleitet, dass Timoleons Eingreifen auf Sizilien, das erst nach Platons Tod erfolgte, den Verfasser des Briefs inspiriert habe. Es handle sich um ein vaticinium ex eventu.[36]
- Der Verfasser des Briefs zeigt ein intensives Interesse an Dions riesigem Privatvermögen, dessen Rettung ihm ein besonderes Anliegen ist. Außerdem nennt er den Vermögenserwerb an erster Stelle unter den „wichtigsten Angelegenheiten“ im Leben. Das kontrastiert mit der wesentlich geringeren Wertschätzung materieller Güter in Platons sicher echten Werken.[37]
- Das Selbstlob des Briefautors wird als verdächtig bezeichnet, da es nicht zu Platons sonstiger Zurückhaltung passe.[38]
- Der Brief hat zwei politische Zwecke: die Beratung der Empfänger angesichts der aktuellen Situation und die Rechtfertigung von Platons und Dions Verhalten in der Vergangenheit. Nach der Auffassung der Echtheitsgegner sind diese beiden Zwecke unterschiedlichen Leserkreisen zugeordnet und lassen sich nicht sinnvoll kombinieren. Daher ist der Brief als literarische Fiktion und nicht als historisches Dokument einzustufen.[39] – Dagegen wird eingewendet, Dions Parteigänger hätten von Platon nicht einen Rat, sondern politische Unterstützung durch ein Bekenntnis zu ihrer Sache erbeten. Platon habe sie mit seiner Antwort dann tatsächlich unterstützen wollen, aber nicht in dem von ihnen gemeinten Sinn, sondern durch philosophische Beratung. So gesehen bilde der Text inhaltlich eine Einheit; es sei Platon in erster Linie nicht um Selbstrechtfertigung gegangen, sondern darum, ein Umdenken zu bewirken. Die in der Forschung verbreitete Überbetonung des Rechtfertigungsaspekts sei Ausdruck einer Neigung zu fragwürdiger Motivforschung.[40]
- Der Briefautor nimmt an, eine widrige Schicksalsmacht (týchē) habe die guten Pläne Platons und Dions vereitelt. Die Vorstellung einer solchen übermenschlichen Macht, die zumindest in manchen Fällen gutgesinnten Menschen übelwollend entgegentritt und ihnen damit ein tragisches Schicksal bereitet, wird von Echtheitsgegnern als mit Platons Denken unvereinbar bezeichnet.[41]
- Als Beweis für die Unechtheit wird angegeben, der Verfasser zitiere nicht nur Stellen aus Platons Dialogen, sondern habe diese in manchen Fällen missverstanden.[42]
- Nach der Meinung von Echtheitsgegnern vertritt der Briefautor eine politische Philosophie, die mit derjenigen der Dialoge Platons unvereinbar ist. In diesem Zusammenhang wird unter anderem auf seine Verwendung des Ausdrucks Isonomie in positivem Sinn hingewiesen, was nicht Platons Verständnis entspreche.[43] – Dagegen wird vorgebracht, es handle sich nicht um prinzipiell unvereinbare Positionen, Platon sei kein rigider Dogmatiker gewesen und vergleichbare Unstimmigkeiten seien auch innerhalb von seinem sicher authentischen Œuvre anzutreffen.[44]
- Im Brief wird eine fundamentale Kritik an der gängigen philosophischen Wissensvermittlung – vor allem an der schriftlichen Fixierung wesentlicher Inhalte – vorgetragen, die radikaler formuliert ist als die Kritik an der Schriftlichkeit im Dialog Phaidros. Insbesondere die Feststellung, es gebe von Platon keine Schrift über das, worauf es ihm in der Philosophie ankomme, und ihre Begründung werden als gewichtiges Verdachtsmoment gegen die Echtheit geltend gemacht. Hinzu kommt, dass der Briefautor auch mündliches Lehren in seine Kritik einbezieht und damit eine Position einnimmt, die in den Dialogen nicht zu finden ist.[45] – Vertreter der Gegenmeinung bestreiten eine inhaltliche Diskrepanz zwischen dem siebten Brief und dem Phaidros.[46]
- Josef Derbolav bringt vor, Platons Sprachphilosophie habe in seinen früher entstandenen Dialogen ein theoretisches Niveau erreicht, das in der Kritik sprachlicher Wissensvermittlung im siebten Brief nicht gegeben sei. Daher müsse man, falls der Brief echt sei, einen Rückfall hinter den bereits erreichten Stand annehmen, was nicht plausibel sei. Daraus schließt Derbolav, die philosophisch relevantesten Stellen könnten nicht von Platon stammen.[47]
- Im Modell der fünf Erkenntnisschritte und in der Darstellung des philosophischen Umgangs mit den Erkenntnismitteln meinen Gegner der Echtheit eine Reihe von Unstimmigkeiten und Widersprüchen zu Platons Auffassung in den Dialogen aufzeigen zu können.[48] – Dagegen wird eingewendet, diese Probleme bestünden nur scheinbar und seien auf Missverständnisse zurückzuführen oder seien nicht so gravierend, dass daraus die Unechtheit gefolgert werden müsse.[49] Rosemary Desjardins meint sogar, es sei eine völlige Übereinstimmung zwischen dem Brief und den Dialogen erkennbar.[50]

Ein Lösungsvorschlag, der allerdings wenig Anklang gefunden hat, lautet, dass der überlieferte Text nur teilweise authentisch ist. Es ist vermutet worden, dass ein echter Brief Platons später von einem Interpolator erweitert wurde. Einer Forschungshypothese zufolge ist der Hauptteil des „philosophischen Exkurses“ ein Zusatz von fremder Hand, der in einen echten „Urbrief“ Platons eingefügt wurde. Nach der von Harold Tarrant vorgeschlagenen Variante dieser Hypothese ist der „philosophische Exkurs“ erst im späten 1. Jahrhundert v. Chr. oder im frühen 1. Jahrhundert n. Chr. entstanden; als Verfasser zieht Tarrant den Gelehrten Thrasyllos in Betracht. Malcolm Schofield hält ein längeres Textstück außerhalb des „philosophischen Exkurses“ für interpoliert.
Die Entstehungszeit des siebten Briefs lässt sich, falls er echt ist, gut eingrenzen. In Betracht kommt nur der Zeitraum zwischen 354 (Tod Dions) und 351 (Tod des Hipparinos). Demnach fällt die Abfassung in die letzten Lebensjahre des bereits betagten, 348/347 gestorbenen Philosophen. Wenn der Brief fingiert ist, dürfte er nach Platons Tod – vielleicht um 340 oder in den 330er Jahren – verfasst worden sein.
Weitgehende Einigkeit besteht heute darüber, dass als Autor des Briefs im Fall der Unechtheit nur ein sehr gut informierter Zeitgenosse Platons – wohl ein Philosoph aus der Umgebung des Akademiegründers – in Betracht kommt. Als sein Motiv ist dann die Verteidigung Platons gegen damals kursierende Vorwürfe und Verdächtigungen anzunehmen. Allerdings wird auch diese Hypothese bestritten; Myles Burnyeat schließt Nähe des Verfassers zu Platon aus.

## Interpretation
Der Autor und sein Publikum
Viele Forscher haben betont, dass es sich faktisch um einen offenen Brief handelt. In diesem Sinne bezeichnete Ernst Howald den Brief als „Manifest“. Heinrich Weinstock nannte ihn ein „öffentliches Sendschreiben an die ganze damalige Kulturwelt“. Platon – sofern er der Verfasser ist – richtete seine Ausführungen nicht nur an eine Gruppe von Politikern auf Sizilien, sondern auch – vielleicht sogar in erster Linie – an eine breite, insbesondere athenische Öffentlichkeit. Dabei ging es ihm darum, seine Position zu erläutern, seine Handlungsweise zu rechtfertigen und Anschuldigungen entgegenzutreten. Er verteidigte sich gegen Kritik sowohl an seiner politischen Aktivität als auch an seiner Philosophie. Platons Versuch, eine bestehende Tyrannenherrschaft zur Ausgangsbasis für die Verwirklichung seines Staatsideals zu nehmen, musste im demokratischen Athen Anstoß erregen. Schon die Tatsache, dass er sich mit einem Tyrannen einließ, machte ihn suspekt, und sein unrealistisch wirkendes Ziel, aus dem Tyrannen einen Philosophen zu machen, war einer skeptischen Öffentlichkeit schwer plausibel zu machen. Kritiker, auf die er im Brief Bezug nahm, bezweifelten die Lauterkeit seiner Motive. Das völlige Scheitern seiner Bemühungen in Syrakus wurde ihm offenbar von gegnerischer Seite als Versagen angelastet.
Der breite Raum, den die zeitgenössische Geschichte und Belange des Autors in dem Schreiben einnehmen, hat manche Forscher zu der Annahme veranlasst, dass der angegebene Zweck, die Empfänger zu beraten, eher nebensächlich sei. Es ist sogar vermutet worden, dass die briefliche Bitte um Unterstützung, auf die der Autor zu reagieren behauptet, eine literarische Fiktion sei. Nach dieser Hypothese war der siebte Brief in Wirklichkeit nicht zur Absendung nach Sizilien bestimmt, sondern von Anfang an nur für die athenische Öffentlichkeit gedacht. Jedenfalls ist bei der Einschätzung des Quellenwerts der literarische und publizistische Charakter des Werks zu berücksichtigen.
Die Problematik der Wissensvermittlung
Der „philosophische Exkurs“ ist eine wichtige Quelle für die kontrovers geführte Diskussion über die Hypothese, dass der Kern von Platons Philosophie nicht in seinen Dialogen zu finden sei, sondern in der sogenannten „ungeschriebenen Lehre“, die er dem mündlichen Unterricht vorbehalten habe. Umstritten ist die Bedeutung der Behauptung im Brief, es gebe keine Schriften Platons über das, worauf es ihm in der Philosophie ankomme. Demnach sind, falls er den Brief geschrieben hat, seine Dialoge nicht als Darlegungen des aus seiner Sicht in erster Linie Wesentlichen zu verstehen. Auf diese Folgerung legen die Gelehrten der „Tübinger und Mailänder Schule“ Gewicht. Sie sehen in der Briefstelle einen Beleg für die Existenz und zentrale Bedeutung der ungeschriebenen Lehre oder Prinzipienlehre. Philosophiehistoriker dieser Richtung führen eine Stelle im siebten Brief an, wo festgestellt wird, das nicht schriftlich festzuhaltende Wesentliche könne nicht vergessen werden, denn es habe die allerkürzeste Form. Damit kann nach ihrer Ansicht nur die in der Prinzipienlehre behandelte Polarität der zwei höchsten Prinzipien, des „Einen“ und der „unbestimmten Zweiheit“, gemeint sein.
Leo Strauss meint, Platon habe im siebten Brief die Mitteilung einer ernsthaften, die höchsten Dinge betreffenden Lehre in schriftlicher Form nicht absolut ausschließen wollen. Vielmehr gebe er selbst in seinen Dialogen subtile Hinweise auf seine esoterische Lehre. Diese seien für die wenigen Leser bestimmt, für die sie hilfreich sein könnten.
Unterschiedlich interpretiert wird die Beschreibung des plötzlichen Durchbruchs zur Erkenntnis nach langer Mühe. Hier geht es um die Frage, was gemeint ist: eine intuitive Wahrnehmung einer dem rationalen Diskurs – der platonischen Dialektik – unzugänglichen Wirklichkeit oder ein rationales Wissen als Frucht methodischer Bemühungen. Nach einer Interpretationsrichtung, die auf die Klage über die Unzulänglichkeit sprachlicher – auch mündlicher – Ausdrucksmittel im siebten Brief verweist, handelt es sich um etwas prinzipiell „Unsagbares“, das nur erlebt, nicht artikuliert werden kann. Christina Schefer meint, das „Unsagbare“ sei eine nicht mitteilbare religiöse Erfahrung, auf die Platon hier anspiele und die er mit der Erfahrung in den Mysterien vergleiche; die „plötzliche“ Erkenntnis sei eine Art Initiation. Dies lasse sich aus Platons Formulierungen erschließen. Eine andere Deutung besagt, Platon habe es durchaus für möglich gehalten, über diese Thematik zu schreiben. Er habe dies aber als nutzlosen und vor allem schädlichen Weg abgelehnt, da er befürchtet habe, dass solche Schriften bei der Mehrzahl der Leser nur Missverständnisse und Illusionen erzeugen würden, die dann wegen der Abwesenheit des Autors nicht beseitigt werden könnten. Mit der Beschränkung auf mündliche Vermittlung an qualifizierte Hörer habe er diesen Nachteil der Schriftlichkeit vermeiden wollen. Dagegen wird jedoch eingewendet, Platons Kritik betreffe nicht nur das schriftliche Fixieren philosophischer Aussagen, das er für besonders problematisch gehalten habe, sondern beziehe ausdrücklich auch das mündliche Wort ein. Seine Ansicht sei, dass man die Realität – die Natur der Erkenntnisobjekte – zwar mit Worten beschreiben könne, doch nur auf unzulängliche Weise, da sie auf diese Weise nicht erfassbar sei und eine bestimmte eigene Erfahrung zu einem echten Verständnis unerlässlich sei. Im Sinne der modernen erkenntnistheoretischen Unterscheidung zwischen „propositionalem“ Wissen („wissen, dass“) und Wissen mit einem direkten Objekt („kennen“) sei das hier gemeinte Wissen als nichtpropositional zu bezeichnen. Jedes propositionale Wissen sei für Platon hypothetisch. Nach dieser Interpretation lässt sich Platons Position so wiedergeben: Allen Wörtern, Aussagen und auch Abbildern, mit denen man sich der Wirklichkeit zu nähern versucht, ist die Tendenz eigen, sich selbst an die Stelle der gesuchten Wirklichkeit zu setzen und diese damit zu verbergen. Dennoch gibt es eine Lösung. Das propositionale Wissen selbst kann zwar die Wirklichkeit nicht erschließen, doch ein bestimmter Umgang mit diesem Wissen kann den Philosophen zu einem Punkt führen, an dem sich die Einsicht einstellt. Dieser Prozess der dialektischen Auseinandersetzung mit dem unzulänglichen propositionalen Wissen aktiviert in der Seele des Suchenden schließlich ein übergeordnetes Wissen, das in ihr bereits latent vorhanden ist. Ein solcher Prozess ist dialogisch und kann nicht durch Lektüre ersetzt werden. Wenn ein schriftlicher Text den Eindruck erweckt, er könne das leisten, erzeugt er Illusionen und ist daher verwerflich. Das diskursive Denken und sein verbaler Ausdruck wird in dem von Platon geforderten Prozess zwar transzendiert, doch ist es keineswegs überflüssig, sondern für den Prozess unerlässlich.
Florian Finck hält die unterschiedlichen Interpretationen nicht für unvereinbar. Es gehe nicht um einen Gegensatz zwischen absoluter und relativer Verneinung der Sagbarkeit, denn zwischen diesen Extremen liege die Möglichkeit einer nicht adäquaten Wiedergabe des Lerngegenstands. Auch Rafael Ferber ist der Ansicht, der Verfasser des Briefs habe den Unterschied zwischen Sagbarkeit und Unsagbarkeit als graduell betrachtet. Ferber glaubt, hinsichtlich der Erfassbarkeit des Wesens – der Ideen und Prinzipien an sich – habe der Briefautor eine skeptische Position eingenommen. Daher habe er diesbezüglich nicht nur den Wissensanspruch der Autoren philosophischer Schriften zurückgewiesen, sondern auch für sich selbst keinen solchen Anspruch erhoben.

## Rezeption

### Antike
Walter Burkert vermutet, dass schon ein frühhellenistischer Schriftsteller des späten 4. Jahrhunderts v. Chr., Neanthes von Kyzikos, den siebten Brief gekannt hat. Eindeutige Belege für Kenntnis des Briefs liegen aber erst aus dem 1. Jahrhundert v. Chr. vor: Cicero nahm mehrfach auf ihn Bezug.
In der Tetralogienordnung der Werke Platons, die anscheinend im 1. Jahrhundert v. Chr. eingeführt wurde, gehören die dreizehn Briefe zur neunten Tetralogie. Der Philosophiegeschichtsschreiber Diogenes Laertios zählte sie zu den „ethischen“ Werken. Dabei berief er sich auf eine heute verlorene Schrift des Gelehrten Thrasyllos († 36).
Für Plutarch, der eine Biographie Dions verfasste, war der siebte Brief eine wichtige Quelle.
Der Rhetoriker und Sophist Aelius Aristides verfasste in den 140er Jahren eine Rede, in der er die Rhetorik gegen Platons im Dialog Gorgias vorgetragene Kritik verteidigte. Dabei verwertete er auch den siebten Brief für seine Argumentation.
Plotin († 270), der Begründer des Neuplatonismus, berief sich auf die Feststellung im siebten Brief, das Wesentliche in der Philosophie könne nicht mit Worten ausgedrückt werden. Er verstand unter dem Unsagbaren das absolut transzendente und undifferenzierte Eine, in dem er den Ursprung von allem sah. Die im Brief erwähnte „plötzliche“ Erkenntnis setzte er mit der „Schau“ des Einen gleich, einer das Denken übersteigenden Erfahrung der höchsten Wirklichkeit.
Nach einer spätantiken Quelle hat der Neuplatoniker Proklos († 485) die Platon zugeschriebenen Briefe wegen der Einfachheit ihres Stils für unecht gehalten. Diese Behauptung trifft aber nicht zu, denn Proklos zitierte den siebten Brief in seinen Kommentaren zu den Dialogen Parmenides und Timaios, wobei er dessen Echtheit voraussetzte.

### Mittelalter und Frühe Neuzeit
Im Mittelalter waren im Byzantinischen Reich einige Exemplare der Briefsammlung vorhanden. Die älteste Handschrift, die erhalten geblieben ist, der „Codex A“, entstand im 9. Jahrhundert. Da es keine lateinische Übersetzung gab, war der siebte Brief bei den lateinischsprachigen Gelehrten des Westens unbekannt.

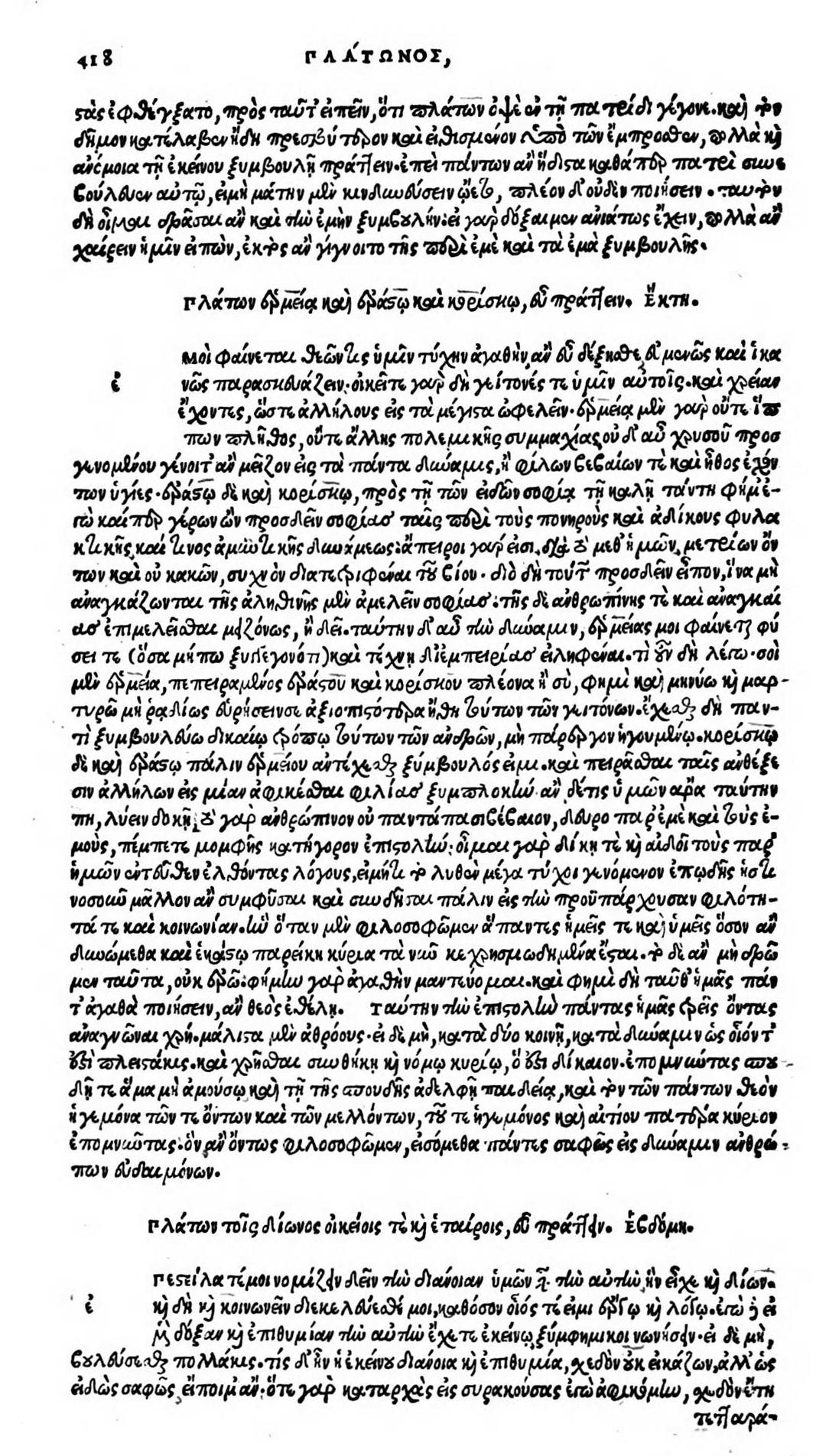
Der Anfang des Siebten Briefes in der Erstausgabe, Venedig 1513 (unterste sechs Zeilen)

Die erste lateinische Übersetzung erstellte der italienische Humanist und Staatsmann Leonardo Bruni wohl im Jahr 1426. Er widmete sie 1427 Cosimo de’ Medici in der Hoffnung, dass dieser Platons ethische Ratschläge beherzigen werde. Die Übersetzung fand weite Verbreitung und wurde um 1474 in Paris gedruckt. Pier Candido Decembrio, ein jüngerer Zeitgenosse Brunis, meinte, die Briefe seien unecht, denn sie seien Platons nicht würdig. Der unbekannte Verfasser sei aber gut informiert gewesen. Decembrios Stellungnahme ist die erste dokumentierte Bestreitung der Echtheit des siebten Briefes in der Neuzeit.
Der Humanist Marsilio Ficino fertigte eine neue lateinische Übersetzung des Briefs an. Er versah sie mit einer Einleitung (argumentum) und veröffentlichte sie 1484 in Florenz in der Gesamtausgabe seiner Platon-Übersetzungen. In der Einleitung ging er besonders auf Platons Konzept der Vermittlung philosophischen Wissens und auf die Plötzlichkeit der Erkenntnis ein. Die Erstausgabe des griechischen Textes erschien im September 1513 in Venedig bei Aldo Manuzio als Teil der ersten Gesamtausgabe der Werke Platons. Der Herausgeber war Markos Musuros.
Der Philosoph Petrus Ramus (1515–1572) erstellte eine lateinische Übersetzung der dreizehn Platon zugeschriebenen Briefe, die 1549 in Paris gedruckt wurde.
1697 sprach sich der einflussreiche Philologe Richard Bentley für die Echtheit aller unter Platon Namen überlieferten Briefe aus. Der erste neuzeitliche Gelehrte, der die Echtheit des siebten Briefes bestritt, war Christoph Meiners. Er erklärte 1782 alle dreizehn Briefe für unecht.
1792 erschien in Königsberg die erste deutsche Übersetzung der Briefsammlung. Der Übersetzer war Johann Georg Schlosser, der einen aktuellen Bezug zum damaligen politischen Geschehen nach der Französischen Revolution herstellte. Schlosser hoffte, Platons Ausführungen würden der revolutionären Gesinnung entgegenwirken. In der Vorrede zur zweiten Auflage, die er 1795 herausbrachte, griff er Immanuel Kant an, ohne ihn namentlich zu nennen. Er warf ihm vor, die metaphysische Realität so weit von der empirischen zu trennen, dass sie faktisch irrelevant werde. Dagegen setzte sich Kant 1796 in seiner Schrift Von einem neuerdings erhobenen vornehmen Ton in der Philosophie zur Wehr. Dabei übte er auch heftige Kritik am siebten Brief, den er in Schlossers Übersetzung las, aber wie Meiners nicht für ein Werk Platons hielt. Der griechische Philosoph sei durch den ihm zu Unrecht zugeschriebenen Brief „ohne seine Schuld“ der „Vater aller Schwärmerei mit der Philosophie“ geworden. Für Kant war der Autor des Briefs ein „Mystagoge“, der „mit seiner vorgeblichen Philosophie vornehm thut“. Kant nahm besonders an der elitären Haltung des Briefautors Anstoß; dieser unterscheide zwischen seinen Adepten und dem Volk, worunter er alle Uneingeweihten verstehe.

### Moderne
Der Verlauf der Echtheitsdebatte
Im 19. Jahrhundert überwog die Ansicht, Platon könne nicht der Autor der Briefe sein. Vor allem in der deutschsprachigen Forschung fand die Unechtheitshypothese breite Zustimmung. In diesem Sinne äußerten sich u. a. Friedrich Ast (1816), Karl Friedrich Hermann (1839), Friedrich Ueberweg (1861) sowie Hermann Thomas Karsten (1864). Karsten kam in einer gründlichen, stark beachteten Untersuchung zum Ergebnis, dass die gesamte Briefsammlung einen gemeinsamen Ursprung habe. Der Platon-Übersetzer Friedrich Schleiermacher nahm die Briefe nicht in seine Übersetzung der Werke des antiken Philosophen auf. Friedrich Nietzsche schloss sich 1871 dem Urteil von Karsten an. Auch Eduard Zeller verwarf alle Briefe in seinem Handbuch Die Philosophie der Griechen in ihrer geschichtlichen Entwicklung, das im 19. und 20. Jahrhundert mehrere Auflagen erlebte. Ein isolierter Verteidiger der Echtheit aller Briefe war George Grote (1865). Ein differenziertes Urteil fällte August Boeckh (1808); er hielt drei der Briefe, darunter den siebten, für echt.
Einen Umschwung brachte in erster Linie die Autorität des renommierten Gräzisten und Platon-Kenners Ulrich von Wilamowitz-Moellendorff, der ab 1919 für die Echtheit des siebten Briefs eintrat, nachdem er sie 1898 noch bestritten hatte. Der einflussreiche Althistoriker Eduard Meyer sprach sich in seinem oft neu aufgelegten Handbuch Geschichte des Altertums dezidiert für die Authentizität des Briefs aus. Weitere namhafte Verteidiger der Echtheit waren Max Pohlenz (1913), Giorgio Pasquali (1938) und Richard S. Bluck (1949). Die gegenteilige Auffassung hatte aber weiterhin Anhänger vor allem im englischsprachigen Raum (Paul Shorey und Harold Cherniss, beide 1933; George Boas, 1948), ferner in Italien (Antonio Maddalena, 1948) und auch in Deutschland (Gerhard Müller, 1949).
Seit der Mitte des 20. Jahrhunderts haben sich zahlreiche Forscher für die Echtheit ausgesprochen. Zu ihnen zählen Gelehrte der „Tübinger und Mailänder Schule“ (Hans Krämer, Konrad Gaiser, Giovanni Reale), die den siebten Brief als Beleg für ihre Deutung der „ungeschriebenen Lehre“ verwerten. Für echt halten den Brief u. a. auch Helmut Berve (1957), Kurt von Fritz (1966), Rainer Thurnher (1975), Uvo Hölscher (1975), William K. C. Guthrie (1978), Kenneth M. Sayre (1995), James M. Rhodes (2003), Rainer Knab (2006) und Michael Erler (2007). Auf der Gegenseite stehen u. a. Ludwig Edelstein (1966), Olof Gigon (1980), Gregory Vlastos (1981), Jaap Mansfeld (1989), Terence Irwin (1992 und 2009), Michael Zahrnt (1997), Walter Burkert (2000) und Michael Frede (2001). Eine dritte Gruppe enthält sich des Urteils. So schreibt Rafael Ferber (1991), die Frage sei wohl „nicht objektiv entscheidbar“, da „die meisten Argumente für die Echtheit auch als Argumente dagegen verwendet werden können“, und Kai Trampedach (1994) sieht sich „nach Abwägung aller Wahrscheinlichkeiten“ gezwungen, die Frage offen zu lassen; man könne nichts beweisen, die Antwort laufe unter den gegebenen Umständen auf ein Geschmacksurteil hinaus. Ähnlich äußert sich Julia Annas (1999). Malcolm Schofield (2005) ordnet sich „zögernd“ dem skeptischen Lager zu.
Die Bedeutung des „philosophischen Exkurses“
Falls Platon tatsächlich der Verfasser des siebten Briefs ist, ist der darin enthaltene „philosophische Exkurs“ die einzige Stelle in seinem Œuvre, an der er sich selbst über seine Philosophie äußert. Ansonsten kann seine Auffassung nur aus den Thesen seiner Dialogfiguren erschlossen werden, was oft zu unterschiedlichen Deutungen und spekulativen Hypothesen führt. Daher findet der Brief in der philosophiegeschichtlichen Forschung viel Beachtung.
Ernst Cassirer befasste sich in seiner Philosophie der symbolischen Formen (1923) mit dem „philosophischen Exkurs“. Nach Cassirers Verständnis hat Platon dort erstmals in der Geschichte des Denkens den Versuch unternommen, den Erkenntniswert der Sprache in rein methodischem Sinn zu bestimmen und zu umgrenzen. Er hat ein Grundmoment aller Sprache, die Repräsentation, „zum erstenmal in seiner prinzipiellen Bestimmtheit und in seiner ganzen Bedeutsamkeit erkannt“. Erst dadurch hat das Verhältnis der Repräsentation – die Darstellung einer bestimmten Bedeutung durch ein sinnliches Zeichen – eine wahrhaft zentrale systematische Relevanz erlangt. In der Ideenlehre werden die „Dinge“, die Sinnesobjekte, selbst zu „Bildern“, deren Wahrheitsgehalt nicht in dem liegt, was sie unmittelbar sind, sondern in dem, was sie mittelbar ausdrücken. Der Begriff des Bildes, den Platon im Exkurs verwendet, schafft „eine neue geistige Vermittlung zwischen Sprachform und Erkenntnisform“. Dabei „wird der physisch-sinnliche Gehalt des Wortes für Platon zum Träger einer ideellen Bedeutung“, die jenseits der Grenzen der Sprache bleibt. Sprache und Wort können den Ausdruck des reinen Seins, nach dem sie streben, niemals erreichen, weil sich in ihnen der Bezeichnung dieses reinen Seins immer die Bezeichnung einer zufälligen „Beschaffenheit“ des Gegenstandes beimischt. Das hat zur Folge, dass „das, was die eigentliche Kraft der Sprache ausmacht, immer auch ihre eigentliche Schwäche“ ist. Cassirer stellt fest, Platons scharfe Grenze zwischen dem Begriff „an sich“ und dessen sprachlichem Repräsentanten sei in der späteren Philosophiegeschichte von Verwischung bedroht gewesen.
Hans-Georg Gadamer veröffentlichte 1964 seine Untersuchung Dialektik und Sophistik im siebenten platonischen Brief. Dort legte er dar, dass es Platon in dem Brief nicht um spezifische Inhalte seiner Philosophie gehe, sondern um Propädeutik; der Exkurs biete keine Erkenntnistheorie, vielmehr sei das Thema eine Theorie des Lehrens und Lernens. Platon wolle zeigen, dass es im Bereich der Ideen-Philosophie keine zwingende Argumentation geben könne. Die Erkenntnis des „Fünften“, der erst im fünften Schritt erkannten Sache selbst, sei beständig bedroht, und es gehöre zu den großartigsten Einsichten Platons, dass diese Bedrohung aus der Schwäche der Logoi, der sprachlichen Verständigungsmittel, komme. Im siebten Brief beschreibe er, „wie in aller Endlichkeit und Einschränkung unseres Menschseins Einsicht dennoch erreicht wird“.
Das Spannungsverhältnis von Politik und Philosophie
Siehe auch Dion von Syrakus
Georg Wilhelm Friedrich Hegel ging in seinen Vorlesungen über die Geschichte der Philosophie bei der Darstellung von Platons Leben auf die biographischen Angaben im siebten Brief ein. Er urteilte, es sei „eine Verirrung Platons“ gewesen, „durch Dionysios die Staatsverfassungen den Forderungen seiner philosophischen Idee anpassen zu wollen“. Das Theoretische reiche bei einer Verfassung nicht hin. Eine Verfassung sei nicht das Werk eines Individuums, sondern von etwas Göttlichem, Geistigem, das in der Geschichte wirke und so stark sei, dass „der Gedanke eines Individuums gegen diese Macht des Weltgeistes nichts bedeutet“.
Das Scheitern des Versuchs, Politik nach philosophischen Prinzipien zu betreiben, und die Gründe dafür sind ein in der Forschung oft thematisierter Aspekt der Ausführungen im siebten Brief. In diesem Zusammenhang wird gefragt, inwieweit das im Brief gezeichnete Bild von der Persönlichkeit und den Motiven Dions der historischen Wirklichkeit entspricht. Darüber gehen die Meinungen sehr weit auseinander. Manche Altertumswissenschaftler sehen in Dion einen aufrichtigen Idealisten und begeisterten Platoniker, andere halten ihn für einen reinen Opportunisten.
Unabhängig von diesen konträren Einschätzungen besteht weitgehend Konsens darüber, dass Platons Versuch, gestaltend in die Politik einzugreifen, von vornherein aussichtslos war. Dieser Befund wird manchmal im Sinne eines fundamentalen Gegensatzes zwischen Realpolitik und philosophischen Idealen verallgemeinert. So schreibt Kurt von Fritz mit Berufung auf Kant, Platons Verwicklung in die sizilische Politik demonstriere sehr anschaulich die „Verderbnis des freien Gebrauchs der Vernunft, die nicht erst aus dem Besitz uneingeschränkter Macht hervorgeht, sondern schon mit der Assoziation mit politischer Macht verbunden ist“. Der siebte Brief zeige, dass sich Platon wider bessere eigene Voraussicht durch das Gefühl der Verpflichtung dem Freunde Dion gegenüber in die Intrigen am Tyrannenhof habe hineinziehen lassen. Zur Auseinandersetzung über Recht und Unrecht in der Politik habe Platon jedoch einen unvergänglichen Beitrag geliefert. Kai Trampedach hält Dion für einen unphilosophischen Machtpolitiker und stellt sich mit dieser Einschätzung in einen scharfen Gegensatz zu von Fritz, kommt aber im Grundsätzlichen zu einem ähnlichen Fazit wie dieser. Er meint, mit Platon und Dion befinde sich die Philosophie in einer politischen, durch den Freund-Feind-Gegensatz gekennzeichneten Konstellation, die ihr wesensfremd sei und in der sie sich grundsätzlich nicht behaupten könne: „Im offenen politischen Wettbewerb, ob nun um die Gunst des Volkes oder des Tyrannen, ist die rationale Argumentation einer genuin politischen Strategie, die sich der Täuschung, Drohung, Verleumdung, druckvollen oder schmeichelnden Werbung etc. bedient, unterlegen. Die Philosophenherrschaft setzt deshalb (...) bereits ein Ende der Politik voraus.“ Helmut Berve konstatiert, es sei unmöglich, eine aus philosophischem Denken hervorgegangene, die realen Gegebenheiten vernachlässigende Ordnung doktrinär durch Gesetzgebung einer unwilligen Bevölkerung aufzunötigen. Die Geschichte pflege die institutionelle Verwirklichung eines hohen Ideals kaum je durch unmittelbare Tat zu gestatten. Der Versuch einer „jähen Vollstreckung“ führe zu inneren Widersprüchen und Katastrophen. Ein Ideal könne erst nach allmählicher Verbreitung und Anpassung an die unterschiedlichen Lebensbedingungen politisch wirksam werden. Jürgen Sprute sieht in Platon einen politisch inkompetenten Philosophen, der aufgrund seiner engen Freundschaft mit Dion befangen gewesen sei und die wahren Absichten seines Freundes nie durchschaut habe. Dion habe nur persönliche und oligarchische Interessen verfolgt. Eine Politik und Gesetzgebung nach platonischen Grundsätzen habe in Syrakus nie auf der Tagesordnung der politischen Akteure gestanden.
Bei der Beurteilung von Platons sizilischem Projekt wird betont, dass es ihm nicht darum ging, in Syrakus einen Idealstaat, wie er ihn im Dialog Politeia entworfen hatte, zu verwirklichen. Nichts deutet darauf, dass er jemals glaubte, Dionysios II. in einen „Philosophenherrscher“ im Sinne des Modells der Politeia verwandeln zu können. Sein Ziel war von Anfang an wesentlich bescheidener: Er wollte den jungen Tyrannen zu einer philosophischen Denk- und Lebensweise bekehren und damit einen heilsamen Einfluss auf die politischen und gesellschaftlichen Verhältnisse ausüben.
Literarische Aspekte
Unter literarischem Gesichtspunkt ist der siebte Brief im Fall seiner Echtheit insbesondere für die Geschichte des autobiographischen Schrifttums wichtig. Dabei geht es um die Frage, ob es in dieser Epoche bereits eine solche Literaturgattung gab oder nur von autobiographischen Elementen in manchen Texten gesprochen werden kann. Gegen eine Überschätzung des autobiographischen Aspekts wendet sich Rainer Thurnher.
Manche Forscher betrachten das ganze Corpus der dreizehn Platon zugeschriebenen Briefe als literarische Einheit, als „Briefebuch“ mit dem siebten Brief in der Mitte. Nach der Meinung von Franz Dornseiff handelt es sich durchgängig nicht um wirkliche Schreiben an die jeweiligen Empfänger, sondern um literarische Fiktion analog zu Platons frei erfundenen Dialogen. Dornseiff sowie Niklas Holzberg und Hartmut Längin verwenden für die Sammlung die Bezeichnung „Briefroman“. Auch Julia Annas ordnet den siebten Brief in die literarische Gattung der Kunstbriefe ein. Sie folgert aus diesem Charakter des für die Öffentlichkeit bestimmten Werks, dass man daraus keinen zuverlässigen Einblick in Platons Persönlichkeit oder seinen Gemütszustand zum Zeitpunkt der Abfassung gewinnen könne, wie es bei einem offenherzigen Privatbrief der Fall wäre.
Werner Jaeger meint, die Lektüre des siebten Briefs sei „für den geschichtlichen Betrachter von höchstem Reiz“; besonderes Lob spendet er der „von innen her strömenden Lebendigkeit“ des Textes. Ernst Howald befindet, der Text sei „von leidenschaftlicher, ja oft ungeduldiger Natur“, aus ihm spreche „bei aller Kraft der Selbstbehauptung Missmut und Menschenverachtung“. Hier schreibe Platon in Abwehr nach vielen Richtungen, unverhüllt, ohne literarische Verkleidung. Die Bitterkeit des Tones sei auch eine Folge des ungeheuren Aufsehens, das die geschilderten Ereignisse in Griechenland hervorgerufen hätten; Platons politisches Scheitern habe seine Staatstheorie diskreditiert. Stilistisch zeige der Brief nicht die für rhetorische Fälscher typische Glätte, sondern sei eher schwerfällig und unausgeglichen. Das seien Merkmale des lebendigen Schreibens, was für die Echtheit spreche. Nach Michael Erlers Urteil ist der Brief „klar strukturiert und rhetorisch ein Meisterwerk“.
Weitaus negativer beurteilen die Gelehrten, die den Brief für unecht halten, die literarische Qualität. So schreibt Olof Gigon, es fehle den Akteuren an unübersehbar individuellen Zügen, die Darstellung Dionysios’ II. sei von der gängigen Tyrannen-Topik geprägt, eine Szene sei „geradezu peinlich melodramatisch“ und Dion werde „in den allgemeinsten und banalsten Wendungen“ beschrieben. George Boas hält den Stil des Briefautors für „ausgesprochen schlecht“, die Sätze seien lang und schwerfällig, die Syntax sei lose und der Ton dogmatisch.

## Ausgaben und Übersetzungen
Kritische Ausgabe ohne Übersetzung
- Jennifer Moore-Blunt (Hrsg.): Platonis epistulae. Teubner, Leipzig 1985, S. 16–43 (maßgebliche kritische Edition)

Ausgaben mit Übersetzung
- Gunther Eigler (Hrsg.): Platon: Werke in acht Bänden. Bd. 5, 4. Auflage, Wissenschaftliche Buchgesellschaft, Darmstadt 2005, ISBN 3-534-19095-5, S. 366–443 (Abdruck der kritischen Ausgabe von Joseph Souilhé, 3. Auflage, Paris 1960; daneben deutsche Übersetzung von Dietrich Kurz)
- Ernst Howald (Hrsg.): Die echten Briefe Platons. Artemis, Zürich 1951, S. 17–36, 42–49, 56–137, 175–177 (unkritische Ausgabe mit Einleitung und Übersetzung des Herausgebers)
- Margherita Isnardi Parente, Maria Grazia Ciani (Hrsg.): Platone: Lettere. Fondazione Lorenzo Valla, Rom 2002, ISBN 88-04-50666-0, S. 63–135, 215–256 (enthält die kritische Edition von Jennifer Moore-Blunt in einer von Isnardi Parente geringfügig bearbeiteten Fassung mit Kommentar sowie eine italienische Übersetzung von Ciani)
- Rainer Knab (Hrsg.): Platons Siebter Brief. Einleitung, Text, Übersetzung, Kommentar. Olms, Hildesheim 2006, ISBN 3-487-13168-4 (unkritische Edition mit Übersetzung des Herausgebers)
- Willy Neumann, Jula Kerschensteiner (Hrsg.): Platon: Briefe. Heimeran, München 1967, S. 44–115, 185–212 (enthält eine geringfügig bearbeitete Fassung der Edition von John Burnet, Oxford 1907, mit Übersetzung und Erläuterungen der Herausgeber)

Übersetzungen
- Otto Apelt: Platons Briefe. In: Otto Apelt (Hrsg.): Platon: Sämtliche Dialoge, Bd. 6, Meiner, Hamburg 2004, ISBN 3-7873-1156-4 (mit Einleitung und Erläuterungen; Nachdruck der 2., durchgesehenen Auflage, Leipzig 1921)
- Ernst Howald: Der siebente Brief. Reclam, Stuttgart 1964, ISBN 3-15-008892-5
- Johannes Irmscher: Platon: Briefe. Akademie-Verlag, Berlin 1960, S. 49–92
- Heinrich Weinstock: Platon: Die Briefe. Kröner, Stuttgart 1954, S. 33–81
- Wilhelm Wiegand: Siebenter Brief. In: Erich Loewenthal (Hrsg.): Platon: Sämtliche Werke in drei Bänden. Bd. 3, unveränderter Nachdruck der 8., durchgesehenen Auflage, Wissenschaftliche Buchgesellschaft, Darmstadt 2004, ISBN 3-534-17918-8, S. 717–758